# Silz (Tirol)
Silz ist eine Gemeinde mit 2640 Einwohnern (Stand 1. Jänner 2024) im Bezirk Imst (Gerichtsbezirk Silz) des österreichischen Bundeslandes Tirol und Bezirksgerichtssitz.

## Geografie
Silz liegt im Oberinntal zwischen Telfs und Imst. Das Sonderschutzgebiet Silzer Innau ist ein seit 1997 geschützter 8,4 ha großer Auwald westlich des Ortes, mit einem Betretungsverbot zu gewissen Monaten. Silz liegt an der Nordseite der Stubaier Alpen, an den Gemeindegrenzen liegen mit Sulzkogel (3016 m), Hochreichkopf (3010 m) und Acherkogel (3007 m) drei Dreitausender.

### Geologie
Im Talboden zwischen den aus Kalk und Dolomit bestehenden Bergen im Norden und den „Kristallingesteinen“ des Pirchkogel und Amberg im Süden liegt in einer Ebene das Dorf Silz.
Vor etwa 20.000 Jahren, zum Höhepunkt der Eiszeit, war das Tal von einem 1.500 Meter mächtigen Gletscherstrom begraben, aus dem der Pirchkogel gerade noch herausragte. Die Hangschultern, die abgerundeten Gipfel und die Gletscherschliffe, die an vielen Stellen am Weg zum Sattele oder in der Unterkirche (Krypta) von Petersberg zu sehen sind, lassen die Spuren der Gletscher deutlich erkennen. Nach der Eiszeit vor etwa 12.000 Jahren war das Tal weitgehend ausgeräumt und wurde dann von Ablagerungen aus den Seitenbächen und dem Inn aufgefüllt. So findet man an manchen Stellen des Inn Steine aus dem oberen Engadin, dem Pitztal, dem Ötztal, aus den Lechtaler Alpen und vom Tschirgant. Besonders fallen rötliche Bänder im Sand auf, sie stammen von abgeriebenen Granatmineralien aus dem Ötztal.
Das Gemeindegebiet von Silz erstreckt sich allerdings nicht auf einer einzigen Ebene, sondern es lässt sich eine untere Ebene auf etwa 650 m und eine obere Ebene auf etwa 565 m unterscheiden. Daran erkennt man das unterschiedliche Alter der Talböden. Die höher gelegene Ebene ist deutlich trockener, vom Grundwasser nicht versorgt und wurde daher mit Rotföhren bepflanzt. Erst ein Bewässerungskanal aus dem Ötztal ermöglichte eine bessere Nutzung der Fläche.
Die steilen Felswände vom Grünberg und auf der Südseite von Silz sind eine Folge der Gletscherarbeit. Der Eisstrom fräste besonders stark an den unteren Seiten des Tales. So entstanden die steilen Formen, was auch die Voraussetzung für die Bildung des Wasserfalls ist. Jedoch wurden die Hänge als Folge der Steilheit instabil. So stürzte vor etwa 3.000 Jahren ein Teil vom Tschirgant ins Tal. Im Gegensatz zu Haiming blieb Silz von derartigen Bergstürzen verschont.

### Gemeindegliederung
Das Gemeindegebiet umfasst folgende zwei Ortschaften (Einwohner Stand 1. Jänner 2024):
- Kühtai (36)
- Silz (2604)

Die Gemeinde besteht aus der einzigen gleichnamigen Katastralgemeinde Silz, deren Gebiet in der Form eines Achters zwei große Teile umfasst; einen nördlichen im Inntal mit dem Ort Silz in der Mitte und einen südlichen Teil, deren Hochregion von Dreitausendern der Kühtaier Berge umkränzt wird. Beide Teile vereinigen sich fast punktgenau am Grat des Silzer Hausberges, des Pirchkogels. Von dort aus gewinnt man den besten Überblick über das Silzer Gemeindegebiet. Es umfasst im Süden das Hochalpengebiet von Kühtai. Am Kühtaier Sattel liegen die Almen Iss, Hämerwald, Stockach und Zirmbach, südlich davon das Finster-, Längen-, Mitter- und Wörgetal. An den Scharten dieser Täler grenzt die Gemeinde Silz an das Umhausener und Oetzer Gebiet. Der Tiefblick gegen Norden zeigt, dass Silz zu den wenigen Ortschaften des Inntales gehört, die nicht auf dem Schuttkegel eines Seitenbaches, sondern mitten in der flachen Talsohle liegen.
| Katastralgemeinden | Ortschaften in der Gemeinde                            |
| ------------------ | ------------------------------------------------------ |
| Silz (65,67 km²)   | Kühtai (D) · Silz (D) Simmering (R) St. Petersberg (W) |
| Legende            |                                                        |

| In der Spalte Katastralgemeinden sind sämtliche Katastralgemeinden einer Gemeinde angeführt. In der Klammer ist die jeweilige Fläche in km² angegeben. |
| In der Spalte Ortschaften sind sämtliche von der Statistik Austria erfassten Siedlungen, die auch eine eigene Ortschaftskennziffer aufweisen, angeführt. In der Hierarchieebene derselben Spalte, rechts eingerückt, werden nur Ansiedlungen, die mindestens aus mehreren Häusern bestehen, dargestellt. Die wichtigsten der verwendeten Abkürzungen sind: - M = Hauptort der Gemeinde - Stt = Stadtteil - R = Rotte - W = Weiler - D = Dorf - ZH = Zerstreute Häuser - Sdlg = Siedlung - Hgr = Häusergruppe - E = Einzelgehöft (nur wenn sie eine eigene Ortschaftskennziffer haben) Die komplette Liste der Statistik Austria ist in: Topographische Siedlungskennzeichnung nach STAT Zu beachten ist, dass manche Orte unterschiedliche Schreibweisen haben können. So können sich Katastralgemeinden anders schreiben als gleichnamige Ortschaften bzw. Gemeinden. Quelle: Statistik Austria – |

### Nachbargemeinden
Sechs der sieben Nachbargemeinden liegen im Bezirk Imst.
| Haiming  | Obsteig                                     | Mötz                                              |
| Oetz     | Kompassrose, die auf Nachbargemeinden zeigt | Stams                                             |
| Umhausen | Umhausen                                    | Sankt Sigmund im Sellrain (Bezirk Innsbruck-Land) |

## Geschichte

### Archäologische Befunde
Bis in die jüngste Gegenwart hat der Boden in Silz jedem Versuch widerstanden, ihm Gegenstände abzuringen, die das besondere Interesse der Archäologen geweckt hätten. Das nahezu völlige Fehlen von archäologische Befunden erklärt sich daraus, dass Silz zu den wenigen Ortschaften des Inntales gehört, die nicht auf dem Schuttkegel eines Seitenbaches, sondern mitten in der flachen Talsohle liegen.
Der Silzer Talboden trägt nur eine recht dünne Humusschicht, unter der gleich der Innschotter liegt, was ungünstige Fundbedingungen schafft. Wesentlich günstiger sind die Voraussetzungen in der Umgebung des Schlosses Petersberg zu bezeichnen, dessen exponierte, erhöhte Lage schon in der Urgeschichte ideale Voraussetzungen für eine Besiedlung bot. Spektakuläre Entdeckungen waren aber auch dort bis dato nicht zu verzeichnen. Erst in den letzten Jahren ist es den Ur- und Frühgeschichtsforschern Thomas Bachnetzer und Burkhard Weishäupl gelungen, die bescheidenen archäologischen Hinterlassenschaften in Silz um eine beträchtliche Zahl von Artefakte zu erweitern. Besonders auf den hochalpinen Flächen rund um Kühtai, namentlich im Nedertal, Längental und Wörgetal konnten aus vielen Perioden der Urgeschichte archäologische Befunde erhoben werden. Die ältesten reichen bis in die Mittelsteinzeit zurück.

### Besiedlungsgeschichte
Für den Hauptort Silz ist bereits gegen Ende des 13. Jahrhunderts eine planmäßige angelegte bäuerliche Siedlung nachzuweisen, die aufgrund ihrer ökonomischen und sozialen Strukturen als Dorf bezeichnet werden kann. Eine erste, wenn auch noch recht vage Vorstellung von der Ausdehnung dieser Siedlung vermittelt das Urbar von Graf Meinhard II. von 1288, das für den Ort Silz neben zwei Meierhöfen, zwei Mühlen und einem weiteren Hof, noch vier Lehen und 19 Kammerlande als Wirtschaftseinheiten anführt. Dieser Besitzstand war nicht für alle Zeiten festgeschrieben, sondern ständigen Veränderungen unterworfen. Im 17. Jahrhundert waren der Burgfrieden von St. Petersberg, die zum Widum gehörenden Güter und der Hof in Kühtai die flächenmäßig ausgedehntesten Besitztümer in der Gemeinde Silz. Diese Flächen und weitere 43 Güter mit 27 Lehen und 81 Behausungen bildeten die Steuergemeinde Silz.
Im Theresianischen Kataster von 1778 sind die Grundstrukturen des heutigen Dorfes bereits deutlich erkennbar. Zu dieser Zeit zählte man in Silz 94 Häuser, die mit der 1848 neu errichteten Kirche das Erscheinungsbild des Dorfes prägten. 1850 wohnten in Silz (ohne den Petersberg und den Hof in Wolfsgruben) bereits 1.140 Personen, die sich auf 131 Häuser verteilten.
Beengte Wohnverhältnisse und wirtschaftliche Not veranlassten 1857 mehrere Familien aus Silz nach Peru auszuwandern. Mit den Nachfahren der Gründungskolonie pflegt der 1983 gegründete Freundeskreis für Pozuzo rege Kontakte.
Der Bau der Arlbergbahn 1882/83 brachte für Silz den erhofften Aufschwung und stellte die Verbindung zu den Metropolen der österreichisch-ungarischen Monarchie her. Dennoch hat sich das Dorf bis in die Mitte des 20. Jahrhunderts den von Landwirtschaft und Kleingewerbe geprägten Charakter erhalten.
Nach 1950 wurde Silz vor allem nach Osten hin erweitert. In den letzten Jahrzehnten sind in Silz im Ortskern mehrere Häuser verschwunden. 1986 konstituierte sich in Silz der Arbeitskreis für Dorferneuerung, dem es gelang, die dörflichen Strukturen neu zu beleben.

### Silz im Mittelalter
Die angebliche Erstnennung von Silz als „Silles“ in einer Schenkungsurkunde Herzog Heinrichs des Löwen zugunsten des Stifts Wilten von 1166 beruht in Wahrheit auf einer gelehrten Fälschung von Joseph von Hormayr aus der Zeit vor 1838. Silz wird im ersten umfassenden Besitz- und Einkommensverzeichnis der Tiroler Landesfürsten, dem Urbar Graf Meinhards II. von Tirol-Görz, um 1288 als Dorf bezeichnet. (Zwei Güter zinsten der Benediktinerabtei Ottobeuren.) 1293 wurde auch dem Stift Stams ein Kammerland zugeschrieben, des Weiteren gab es damals noch den Besitz im Burgfrieden und den Schwaighof in Kühtai. (Schwaighöfe waren auf Viehzucht und Käseerzeugung spezialisiert.)
Im Hochmittelalter wurde auch der Zehent noch in Naturalien beglichen. Kühtai, knapp unterhalb der Wasserscheide zwischen Sellrain- und Nedertal auf einer Höhe von 2.000 m gelegen, war der höchstgelegene alte Schwaighof Tirols und hatte im Jahre 1288 neben dem Zehent von sämtlichen Schafen 300 Stück Käse abzuliefern. Kalkuliert man für 100 Liter Milch etwa 6 kg Käse und 2 kg Butter, so bedurfte es bei einem Zins von 300 Käselaiben rund 5.000 Liter Milch.

### Silz als Gerichtssitz
Die Geschichte des Dorfes Silz ist eng mit der Geschichte des Gerichtes Burg St. Petersberg verknüpft. Die auf einem Hügel westlich von Silz errichtete Welfenburg ist nach einer wechselvollen und nicht immer eindeutigen Besitzgeschichte Ende des 13. Jahrhunderts in die Hände der Grafen von Tirol gelangt und wurde von Graf Meinhard II. zur Absicherung seines Herrschaftsanspruches im Oberinntal zum Gerichtssitz erhoben. Die richterlichen Befugnisse übte der Landesherr nicht selbst aus, sondern ließ sie von Pflegern besorgen, die die Burg entweder als Lehen innehatten oder als Pfandinhaber über sie verfügen konnten. Der auf Schloss Petersberg amtierende Richter war mit dem Blutbann ausgestattet. In die Zuständigkeit dieses Hochgerichtes fiel die Verfolgung und Ahndung von schweren Kriminaldelikten. Die von ihm verhängten Strafen konnten den Menschen an Leib und Leben gehen. Tatsächlich berichtet die von Dekan Sparber verfasste Pfarrchronik von einer Hinrichtung in Silz, die am 12. Jänner 1742 an der Diebin und Brandstifterin durch Enthauptung vollzogen wurde. Bisher war angenommen worden, dass die Delinquenten zur Richtstätte in Imst gebracht wurden.
Das Gericht Petersberg umfasste im Wesentlichen die in den Zuständigkeitsbereich des heutigen Gerichtsbezirkes Silz fallenden Gemeinden. Nur das Kloster Stams, das über einen eigenen Gerichtsbezirk verfügte und über die in ihrer Hofmark niedergelassenen Pächter die niedere Gerichtsbarkeit ausübte, nahm in diesem Herrschaftsbereich eine Sonderstellung ein (Otto Stolz, Landesbeschreibung).
Neben der Justizpflege oblag dem Richter auf St. Petersberg in seinem Gerichtssprengel auch die politische Verwaltung. Unter anderem oblag ihm auch die Führung der Urbarbücher, in welchen die Besitzungen des Gerichtsherrn und die Abgaben der Untertanen verzeichnet waren. In Kriegszeiten hatte er darüber hinaus noch die Landesverteidigung zu organisieren. Im 17. Jahrhundert verlegte der Richter auf St. Petersberg den Sitz des Gerichtes nach Silz, was aber nichts daran änderte, dass sich seine Jurisdiktionsgewalt weiter vom Gerichtsherrn ableitete, der die Herrschaft St. Petersberg innehatte.
Unter bayrischer Herrschaft wurden die Patrimonialgerichte abgeschafft und das Gerichtswesen neu organisiert. Die ehemaligen Gerichtssprengel Petersberg, Hörtenberg und Stams wurden zusammengelegt und mit Verordnung der königlich bayrischen Regierung vom 21. November 1806 dem Landgericht Telfs unterstellt. Drei Jahre später sah sich die bayrische Regierung veranlasst, die Zahl der Landgerichte anzuheben. Das Landgericht Silz war eines von fünf Gerichten, die durch Entschließung des bayrischen Königs Maximilian Joseph am 18. November 1809 neu geschaffen wurden. Die Grenzen dieses Gerichtssprengels waren mit Ausnahme der Gemeinden Karres, Roppen und Rietz mit den Grenzen des ehemaligen Patrimonialgerichtes Petersberg identisch.
Nach dem Ende der bayrischen Herrschaft wurden die Patrimonialherrschaften wieder in ihre alten Rechte eingesetzt. Das Organisationspatent von 1817 ließ auch das Gericht Petersberg als patrimoniales Landgericht in seinen alten Grenzen wieder aufleben. Die Gemeinde Silz zählte damals 1045, das Landgericht 13.351 Einwohner.
Die 1850 eingerichteten Bezirksgerichte und Bezirkshauptmannschaften waren nur von kurzer Dauer. Mit Verordnung des Ministers des Inneren und der Justiz vom 26. Oktober 1854, RGBl. 280/1854 wurden die gemischten Bezirksämter in Tirol und Vorarlberg mit 30. November 1854 in Wirksamkeit gesetzt und gleichzeitig die Auflösung der bisherigen Bezirkshauptmannschaften und der Gerichte erster Instanz aufgelöst.
Silz war eines von insgesamt 18 Bezirksämtern des Kreises Innsbruck, das staatliche Verwaltungsaufgaben besorgte und gleichzeitig Justizbehörde erster Instanz war, wobei innerhalb der Behörde Verwaltung und Justiz organisatorisch weitgehend getrennt waren. Die Zuständigkeit in Kriminalsachen war dem Bezirksamt Silz allerdings abhandengekommen: Als Untersuchungsgericht über Verbrechen und Vergehen, die sich in den Bezirken Imst, Silz, Landeck, Ried und Nauders ereigneten wurde das Bezirksamt Imst bestimmt.
Das Gesetz vom 11. Juni 1868 bestimmte, dass die Justizgeschäfte, die bisher von den Gemischten Bezirksämtern geführt wurden, fortan von Bezirksgerichten zu besorgen sind. Damit waren Justiz und Verwaltung auch auf unterster staatlicher Ebene getrennt.
Seit dem Inkrafttreten des Bundesverfassungsgesetzes von 1920 haben in Silz sieben Bezirksrichter ihren Dienst versehen. In der jüngsten Vergangenheit war das Bezirksgericht Silz wiederholt von der Schließung bedroht. Seine Auflassung scheiterte bisher an der mangelnden Zustimmung der Tiroler Landesregierung.

### Bevölkerungsentwicklung
EinwohnerJahr9001200150018002100240027001860189019201950198020102040EinwohnerEinwohnerentwicklung von Silz

## Kultur und Sehenswürdigkeiten

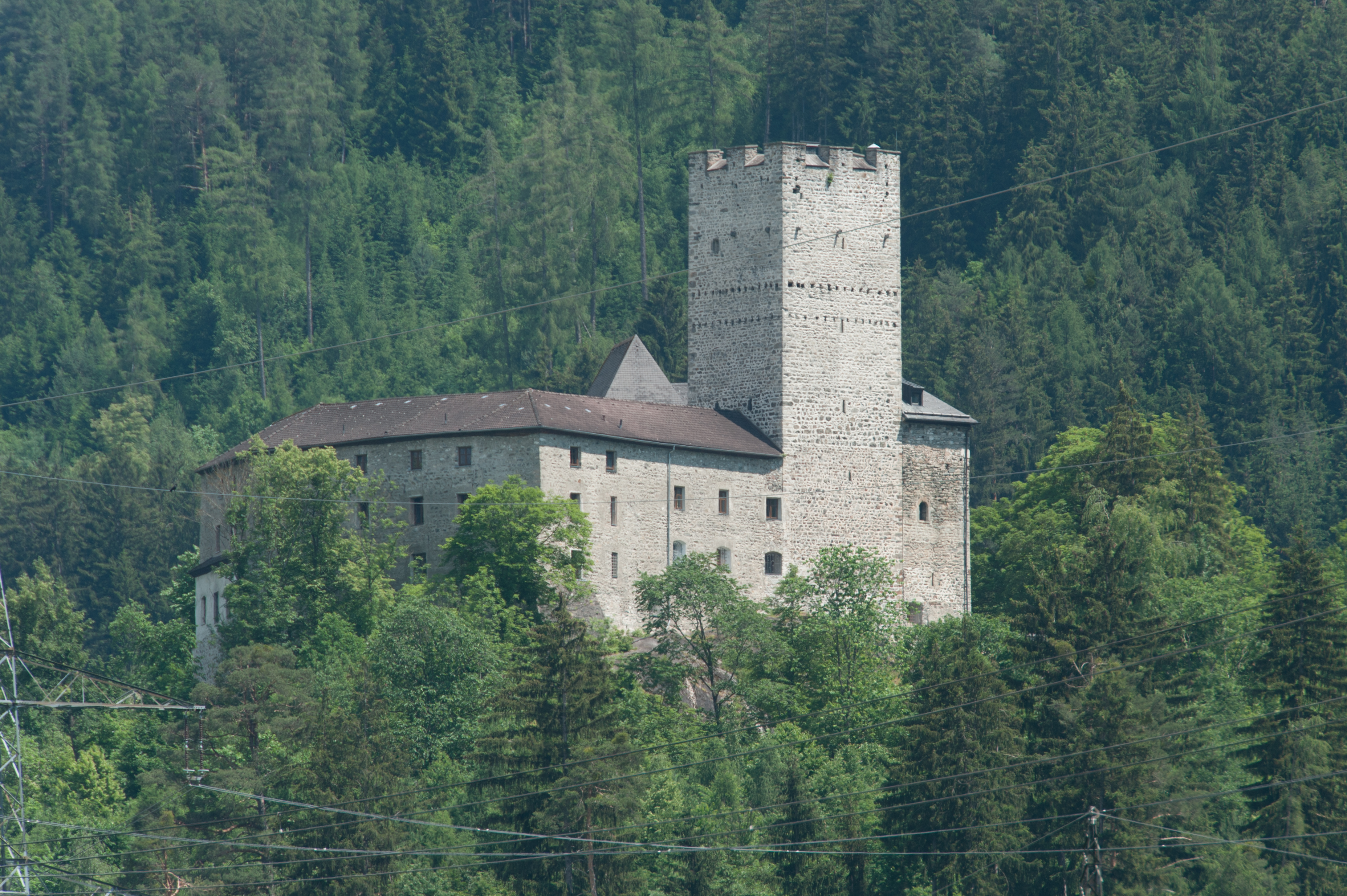
Burg St. Petersberg

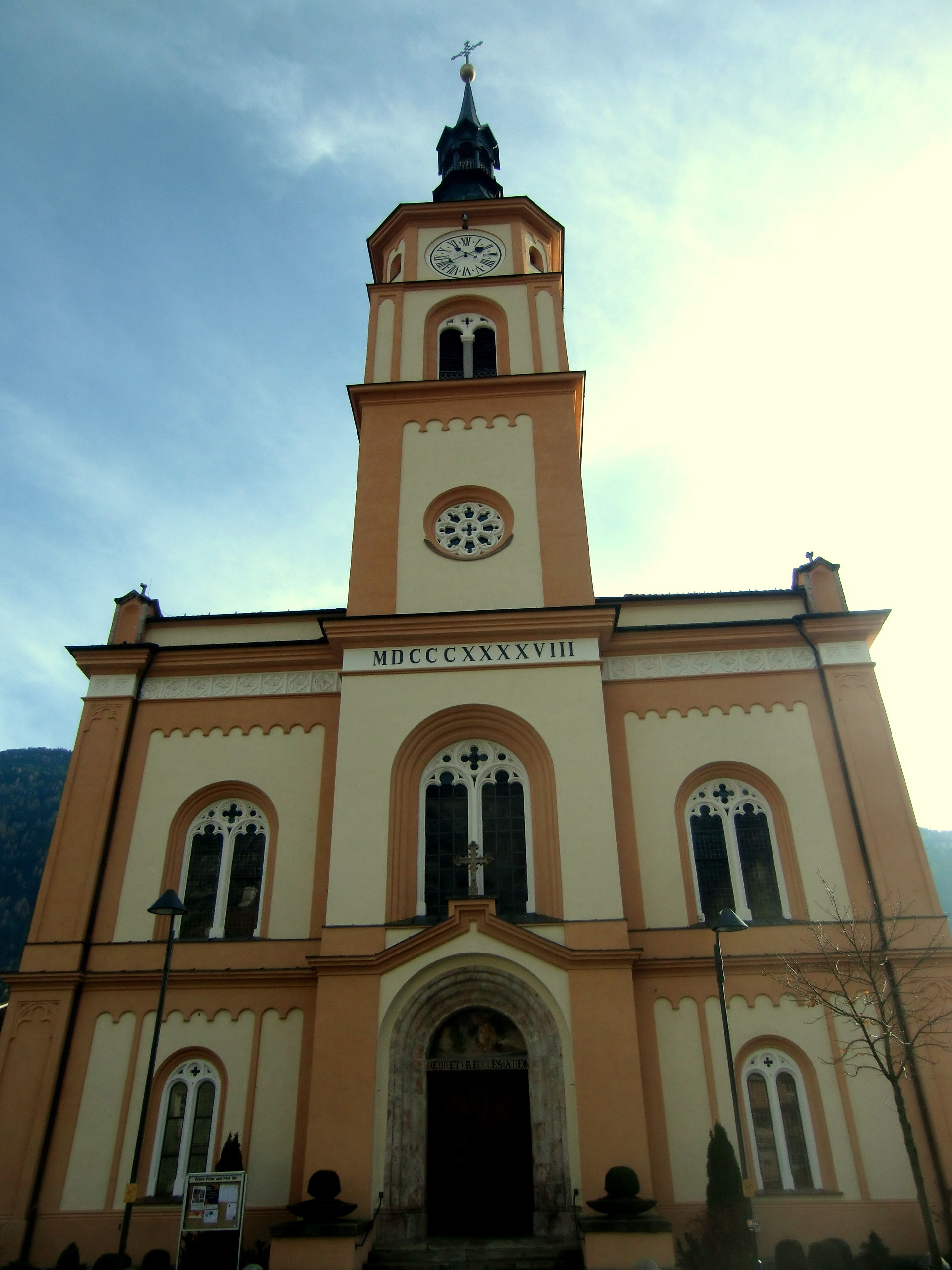
Pfarrkirche Silz

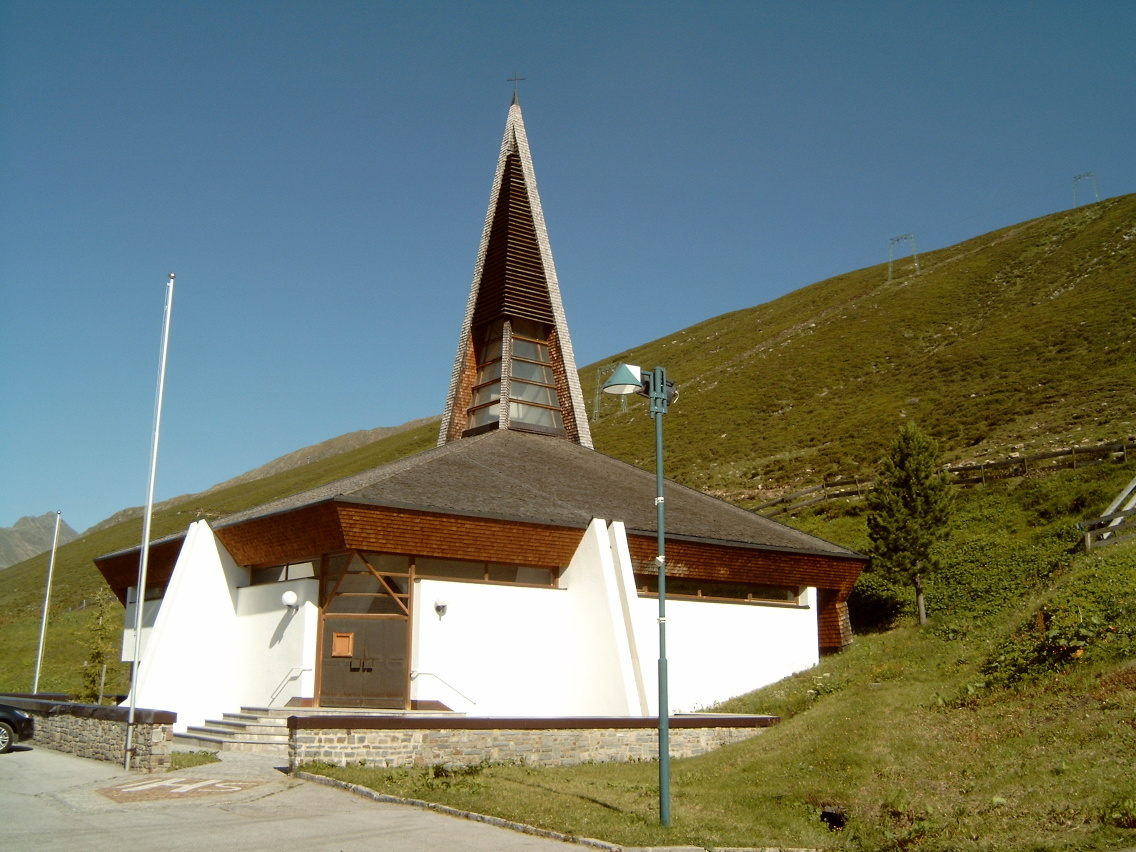
Expositurkirche Kühtai

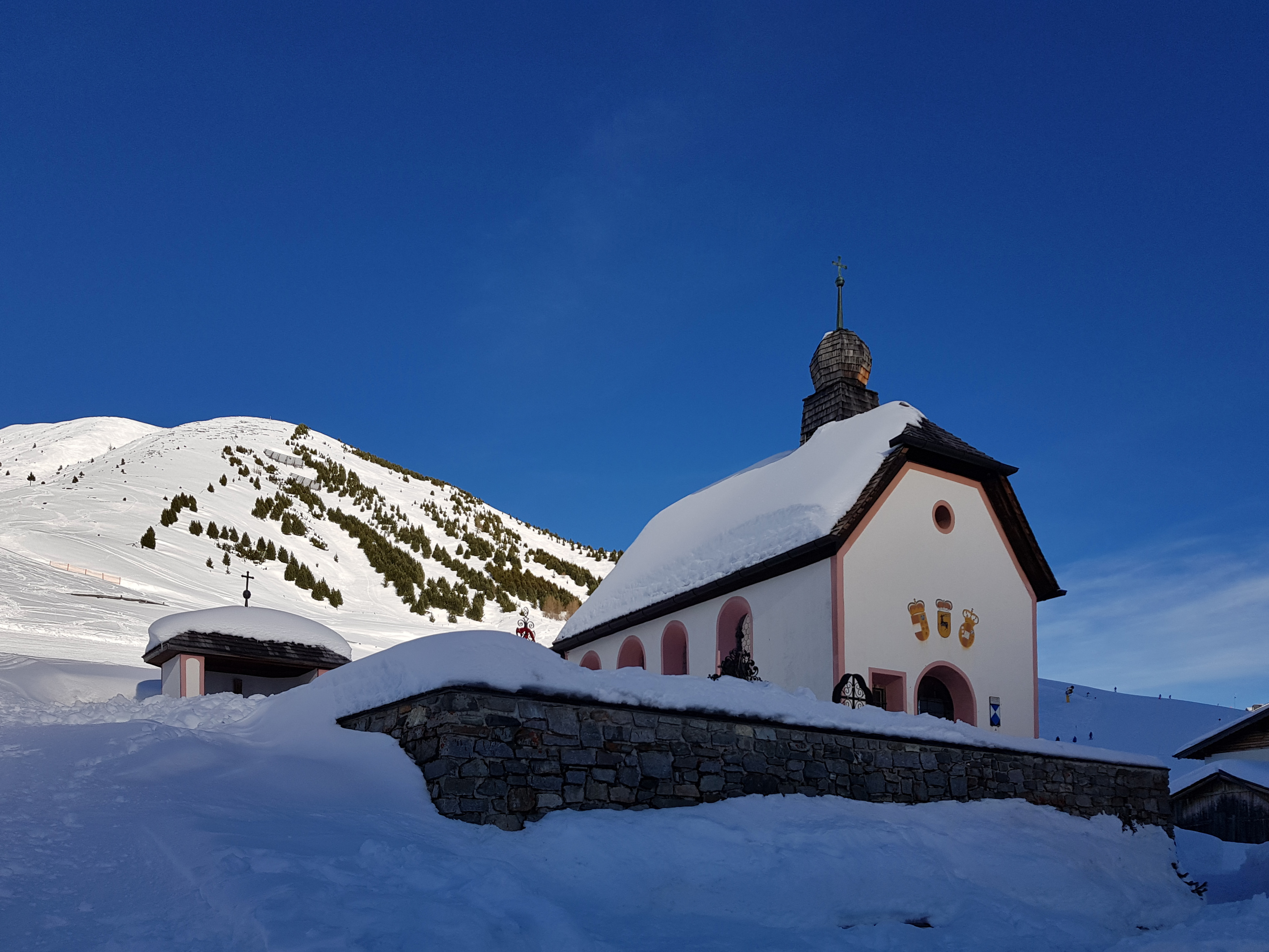
Hofkapelle Kühtai

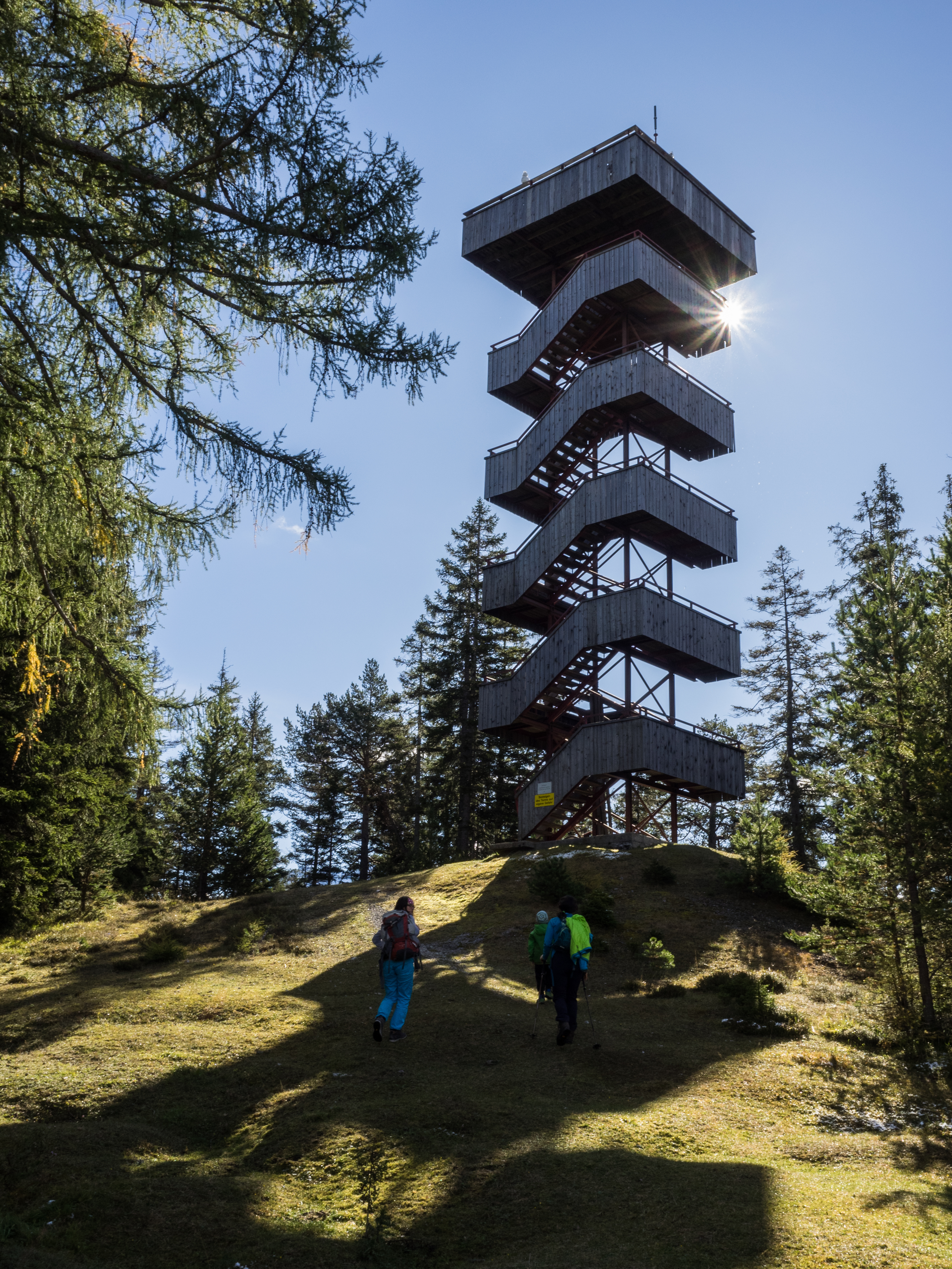
Aussichtsturm am Grünberg

- Burg St. Petersberg mit Kapelle: Hauptniederlassung des Engelwerkes und Kloster der ihm angeschlossenen Ordensgemeinschaft Regularkanoniker vom Heiligen Kreuz.[18]
- Katholische Pfarrkirche Silz hll. Peter und Paul: Die Kirche wurde von 1846 bis 1848 im neuromanischen Stil erbaut.
- Angerkapelle hl. Sebastian
- Katholische Expositurkirche Kühtai Mariä Heimsuchung
- Hofkapelle Kühtai
- Ehemaliges Jagdschloss in Kühtai
- Kapelle in Simmering[19]
- Kriegergedächtniskapelle an der Alten Bundesstraße
- Ölbergkapelle
- Aussichtsturm am nördlich von Silz gelegenen Grünberg[20]

## Wirtschaft und Infrastruktur
In der Gemeinde gibt es einige Gewerbe- und landwirtschaftliche Betriebe (Kartoffelanbau).
- Die Kraftwerksgruppe Sellrain-Silz (Kraftwerke Silz, Kühtai) gehört zu den leistungsstärksten Kraftwerken Europas.
- Zur Gemeinde Silz gehört der Winterfremdenverkehrsort Kühtai.
- Für den Sommertourismus in Silz spielt das Rafting am Inn eine bedeutende Rolle.

### Verkehr
Der Ort ist über die Inntal Autobahn und die Arlbergbahn zu erreichen.

## Politik

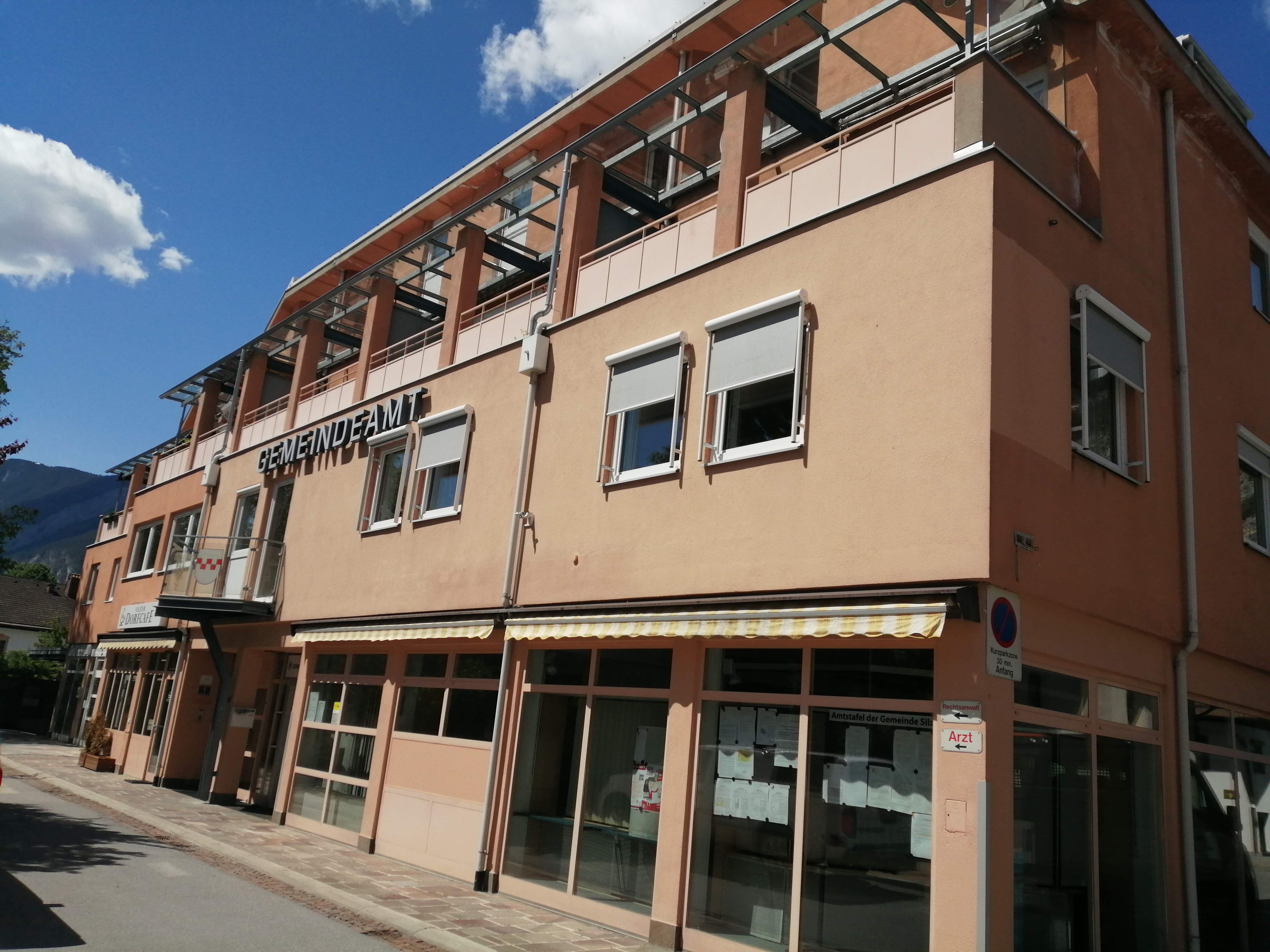
Gemeindeamt Silz

### Gemeinderat
Der Gemeinderat hat insgesamt 15 Mitglieder.
- Mit den Gemeinderats- und Bürgermeisterwahlen in Tirol 2004 hatte der Gemeinderat folgende Verteilung: 5 Liste Bürgermeister Arnold Hirn, 5 Miteinander für Silz, 1 Arbeiter, Angestellte und Pensionisten, 2 AJD transpArent obJektiv glaubwürDig, 2 Silzer Liste.[21]
- Mit den Gemeinderats- und Bürgermeisterwahlen in Tirol 2010 hatte der Gemeinderat folgende Verteilung: 6 Miteinander für Silz - Bürgermeisterliste Hermann Föger, 4 Team Wolfgang Hirn - Die neue Kraft für Silz, 4 Silzer Liste und 1 Aktiv Jung Dynamisch.
- Mit den Gemeinderats- und Bürgermeisterwahlen in Tirol 2016 hatte der Gemeinderat folgende Verteilung: 7 Miteinander für Silz, 3 Team Wolfgang Hirn, 3 Silzer Liste und 2 AJD transparent objektiv glaubwürdig.
- Mit den Gemeinderats- und Bürgermeisterwahlen in Tirol 2022 hat der Gemeinderat folgende Verteilung: 6 Miteinander für Silz (MFS), 4 Silzer Liste (SL), 3 S.I.L.Z. innovative.lebenswerte.Zukunft (S.I.L.Z.) und 2 transpArent - obJektiv - glaubwürDig (AJD)[22]

### Bürgermeister
- bis 2016 Hermann Föger (Miteinander für Silz)
- seit 2016 Helmut Dablander (Miteinander für Silz)[22]

### Gemeindepartnerschaften
- seit 22. August 1980  Pozuzo, Peru[23]

## Persönlichkeiten

### Söhne und Töchter der Gemeinde
- Johann Georg Oegg (1703–1782), Kunstschmied („König der Schmiede“)
- Josef Marberger (1777–1811), Freiheitskämpfer
- Benedikt Perwög (1795–1860), Baumeister, Erbauer der Finstermünzstraße
- Arthur von Wolkenstein-Rodenegg (1837–1907), Adeliger, Schriftsteller und Politiker
- Otto Bergmeister (1845–1918), Chirurg und Augenarzt
- Ferdinand Hirn (1875–1915), k.k. Gymnasialprofessor und Historiker
- Karl Egger (1914–2003), römisch-katholischer Priester und Philologe
- Franz Schaber (1923–2010), Politiker
- Gebhard Gritsch (* 1956), Leistungssporttrainer, Berater von Tennisprofi Novak Đoković
- Christoph Westerthaler (1965–2018), Fußballspieler und -trainer

### Mit der Gemeinde verbundene Persönlichkeiten
- Johann Haßlwanter (1805–1869), Landeshauptmann von Tirol 1867–1869
- Isidor Müller (1827–1900), Jurist, Schriftsteller, Verleger, Fotograf, Alpinist und Förderer des Fremdenverkehrs
- Hugo Engl (1852–1926), Landschafts- und Genremaler
- Wolfgang Dietrich (Politikwissenschaftler) (* 1956), Politikwissenschaftler, Germanist und Friedensforscher
- Gudrun Kofler (* 1983), Politikerin, Abgeordnete zum Tiroler Landtag
- Mona Mitterwallner (* 2002), Mountainbikerin, die insbesondere im Cross-Country aktiv ist